# Rząd Narodowy (Romualda Traugutta)
Rząd Narodowy Romualda Traugutta – naczelny organ władz powstania styczniowego od 17 października 1863 do 20 kwietnia 1864.

## Utworzenie
Po aresztowaniu naczelnika miasta Warszawy, Józefa Piotrowskiego władze powstańcze zagrożone zostały dekonspiracją. W związku z tym Franciszek Dobrowolski, przewodniczący Rządu Narodowego wezwał Romualda Traugutta do utworzenia rządu w nowym składzie. Ten 17 października powołał nowy Rząd Narodowy, oświadczając członkom poprzedniego, że tym samym przestają być Rządem Narodowym.

## Działalność
Traugutt utrzymał rozporządzenie poprzedniego rządu o scaleniu administracji na szczeblu województw. 22 grudnia wydał dekret ustanawiający oddzielną gałąź władzy administracyjno-sądowej, mającą dopilnować przeprowadzenia uwłaszczenia chłopów.

### Reforma wojskowa
Rozkaz Rządu Narodowego z 15 grudnia ujednolicił strukturę powstańczych sił zbrojnych. Piechota miała od tej chwili składać się z batalionów, kawaleria ze szwadronów. 4 bataliony lub szwadrony składały pułk. 3 pułki piechoty i jeden kawalerii dywizję (teoretycznie w sile 6500 ludzi).
Pułki miały nosić nazwy odpowiednich powiatów, dywizje województw. Dwie lub więcej dywizji składało korpus. Wydział Wojny powołał 4 korpusy: I. Michała Heydenreicha operujący w Lubelskiem i na Podlasiu, II. Józefa Hauke-Bosaka, operujący w Sandomierskiem, Kieleckiem i Kaliskiem, III. Jana Koziełła-Poklewskiego w Augustowskiem. IV. korpus pozostawiono podzielony na dwie komendy: mazowiecką i płocką.

## Upadek
Rząd zaprzestał formalnie działalności po 20 kwietnia 1864 po aresztowaniu Romualda Traugutta przez policję rosyjską. W kwietniu dysponujący dokumentami i pieczęciami powstańczymi Bronisław Brzeziński powołał nowy Rząd Narodowy.

## Skład
- Romuald Traugutt (nieformalnie dyktator), dyrektor Wydziału Spraw Zagranicznych
- Marian Karol Dubiecki, sekretarz Rusi
- Włodzimierz Aleksander Dybek, dyrektor Wydziału Spraw Wewnętrznych
- Józef Gałęzowski, dyrektor Wydziału Wojny do 20 kwietnia 1864
- Józef Kajetan Janowski, sekretarz stanu do 12 kwietnia 1864
- Eugeniusz Dębiński-Kaczkowski, dyrektor Wydziału Wojny do końca października 1863
- Henryk Krajewski, dyrektor Wydziału Spraw Zagranicznych, od 6 grudnia 1863
- Rafał Krajewski, dyrektor Wydziału Spraw Wewnętrznych do 11 marca 1864
- Stanisław Krzemiński, dyrektor Wydziału Prasy do 8 grudnia 1863
- Adolf Pieńkowski, dyrektor Wydziału Policji, do 4 lutego 1864
- Wacław Przybylski, p.o. dyrektora Wydziału Spraw Zagranicznych, do 6 grudnia 1863, sekretarz Litwy
- Władysław Sabowski, dyrektor Wydziału Prasy
- Józef Toczyski, dyrektor Wydziału Skarbu, od listopada 1863
- Henryk Wohl, dyrektor Wydziału Skarbu, do listopada 1863